# Рождественно (городской округ Мытищи)
Рождественно — деревня в городском округе Мытищи Московской области России. Расположена на берегу канала имени Москвы между Икшинским и Пестовским водохранилищами.

## Население
| 1852 | 1859 | 1890 | 1899 | 1926 | 2002 | 2010 |
| ---- | ---- | ---- | ---- | ---- | ---- | ---- |
| 180  | ↘157 | ↘156 | ↗178 | ↗203 | ↘17  | ↗32  |

## История
Село Рождествено-Суворово находилось «во втором стане Московского уезда, в 35 верстах от Москвы по Дмитровскому тракту чрез Бутырскую заставу».
В XVI века село Рождествено-Михайлово значилось как пустошь. С этим наименованием (Михайлово) в 1585 году оно принадлежало Молчанову. После Смуты Рождествено превращается в село. В 1665 году там была построена деревянная церковь в честь Рождества Пресвятой Богородицы. В трапезной храма устроены два придела — во имя святого пророка Божия Илии и священномученика Мокия.
В 1620 году по государевой жалованной грамоте село стало собственностью стольника Погожева, а потом, переменив нескольких владельцев, перешло к князьям Барятинским.
С 1678 года земли были вотчиной Ю. Н. Барятинского и его наследников. На рубеже XVII и XVIII веков вместо деревянной церкви была построена каменная церковь, вошедшая в архитектурные справочники среди прочих церквей, относящихся к усадебному зодчеству. Исследователи считают, что строительство церкви было начато в 1694 году, а закончено в 1697 году, когда и был выдан антиминс и освящена церковь. Князь Фёдор Юрьевич Барятинский не дожил до окончания строительства и умер за год до освящения храма в 1696 году, а строительство заканчивал его сын — Иван Фёдорович Барятинский.
В 1773 году имение у Ивана Сергеевича Барятинского приобрел генерал-аншеф Василий Иванович Суворов. Тогда же название было изменено на Рождествено-Суворово.
Зимой Василий Иванович жил в Москве на Никитской улице в доме Гагмана, а лето проводил в Рождествено. Сенатор недолго прожил здесь — 27 июня 1775 года скончался и был, по некоторым сведениям, похоронен в склепе под церковью. Его сын, полководец Александр Васильевич Суворов, неоднократно бывал здесь. По его распоряжению у южной стены церкви поставлен надгробный памятник отцу в виде каменного саркофага. А на наружной алтарной стене была водружена мраморная доска с надписью: «Здесь покоится прах генерал-аншефа Василия Ивановича Суворова, умершего 15 июля 1775 г.».
Село перешло Александру Васильевичу Суворову, в 1798 году он разделил имение между своими детьми. Позже — с 1840 по 1852 годы — перешло его внуку, светлейшему князю Александру Аркадьевичу.

Суровым испытанием для Рождествено был 1812 год. Французы вошли в оставленную Москву. Приближалась зима, провиант и фураж были на исходе. В поисках наживы отряды французов грабили Подмосковье. Один из отрядов направлялся по Дмитровской дороге, которая пролегала недалеко от с. Рождествено. Здесь французы сожгли дом Суворовых и, не тронув храма, пошли дальше. До сегодняшнего времени на месте их стоянки находят французские монеты и подковы.

В 1813 году в приход села Рождествена-Суворова вошло село Конаево, в котором на месте сгоревшей церкви построили каменную часовню со Страстной и Грузинской иконами Божией Матери.
В конце XIX века А. А. Суворов продаёт усадьбу семье фабрикантов Арманд. В усадьбе сохранились остатки старого парка и пруд. Дом Суворовых, сгоревший в 1812 году, был отстроен заново, впоследствии перевезен Армандами на их фабрику в Пушкино. С 1890 года усадьбой владел мануфактур-советник Евгений Иванович (Луи-Эжен) Арманд (1809—1890).

## Богородице-Рождественская церковь
Закрыта в 1939 году.
Не пострадал храм и в Великую Отечественную войну и, хотя линия фронта проходила совсем рядом (участок канала от Яхромы до Дмитрова служил рубежом обороны Москвы), ни один вражеский снаряд не коснулся села.
В конце 1970-х годов была начата реставрация, после которой церковь открылась в 1989 году. Сооружен трехъярусный иконостас. Среди сохранившихся святынь — храмовая икона Рождества Пресвятой Богородицы и Распятие. Храму подарены старинные и новописанные почитаемые иконы.
Церковь отреставрирована благодаря стараниям Святослава Николаевича Фёдорова и сотрудникам Московского исследовательского института микрохирургии глаза (центра Фёдорова).
Настоятель — священник отец Сергий (Сергей Владимирович Свистунов). Ему же принадлежит инициатива установки памятника А. В. Суворову.
Своё 300-летие храм отпраздновал в 1997 году праздничным богослужением, совершенным митрополитом Крутицким и Коломенским Ювеналием в присутствии высоких гостей.

9 октября 2011 г. в селе Рождественно-Суворово Мытищинского района, тесно связанным с именем А. В. Суворова, по благословению митрополита Ювеналия состоялись торжества, приуроченные к открытию памятника легендарному русскому полководцу в сквере Богородицерождественского храма. В этот день Литургию в древней церкви Рождества Богородицы, в которой в своё время А. В. Суворов пел на клиросе и читал Апостол, совершил благочинный церквей Мытищинского округа протоиерей Димитрий Оловянников в сослужении Мытищинского духовенства. По окончании богослужения состоялось торжественное открытие памятника, сооруженного и установленного на средства благотворителей прихода.

Тут были и суворовцы, и нахимовцы, и кадеты. Особым порядком приехали представители казачьих отрядов и объединений, представители МВД, ВДВ и других военных структур.
Посильное участие при изготовлении и установке памятника приняли выпускники тульско-кавказской роты Краснодарского-Кавказского Суворовского училища, выпускники Свердловского Суворовского училища
Перед входом на церковное кладбище был похоронен офтальмолог Святослав Николаевич Фёдоров. На этом же кладбище похоронен актёр Александр Пороховщиков и его родители.
Ежегодно в районе Рождествено проходит областной фестиваль авторской песни «Суворовский бивуак», в жюри которого входят известные авторы-исполнители В. Капгер, А. Мирзаян,  и другие.